# ディ・シュミーデ出版社

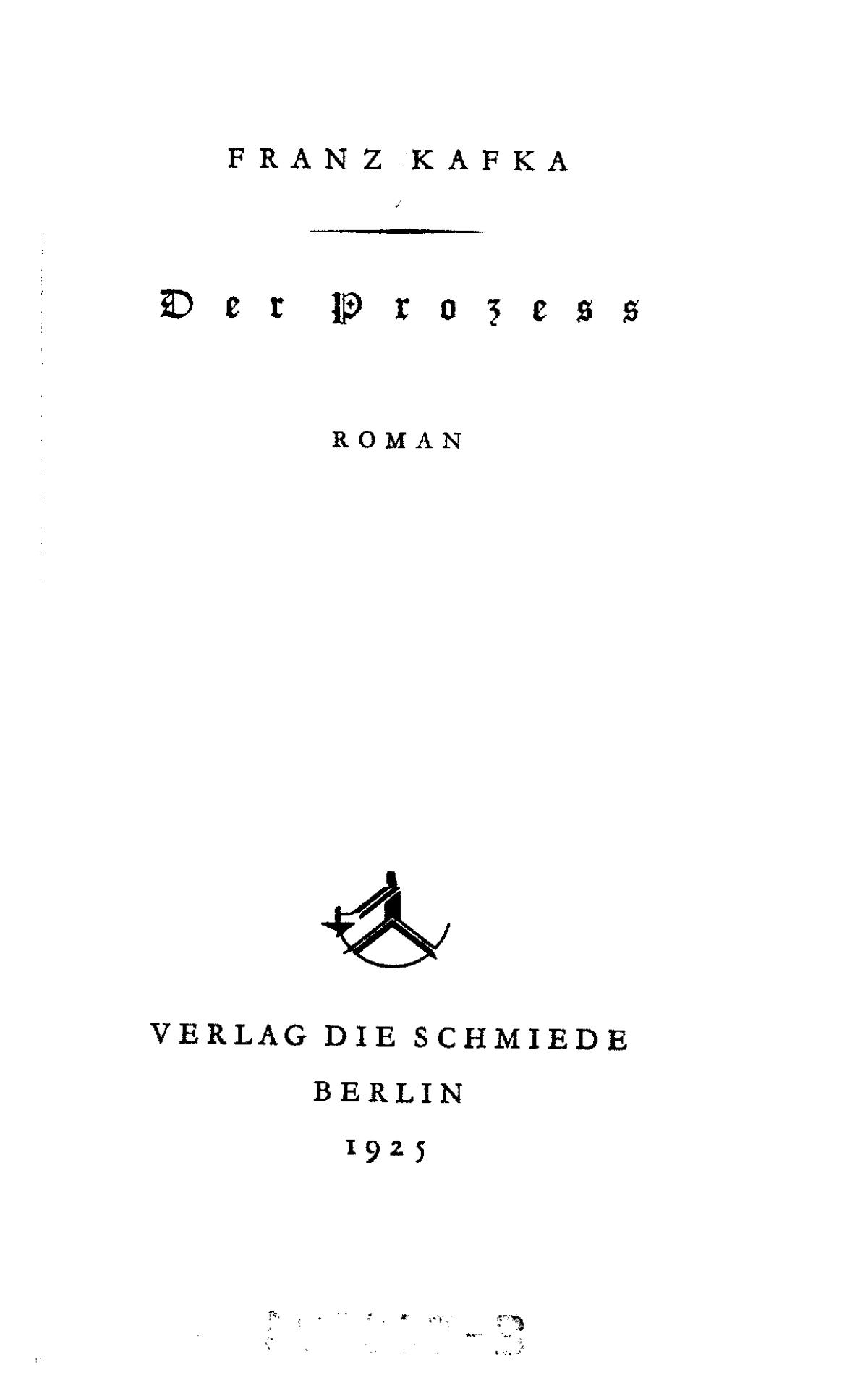
カフカの小説『審判』（1925年出版の版） の扉。

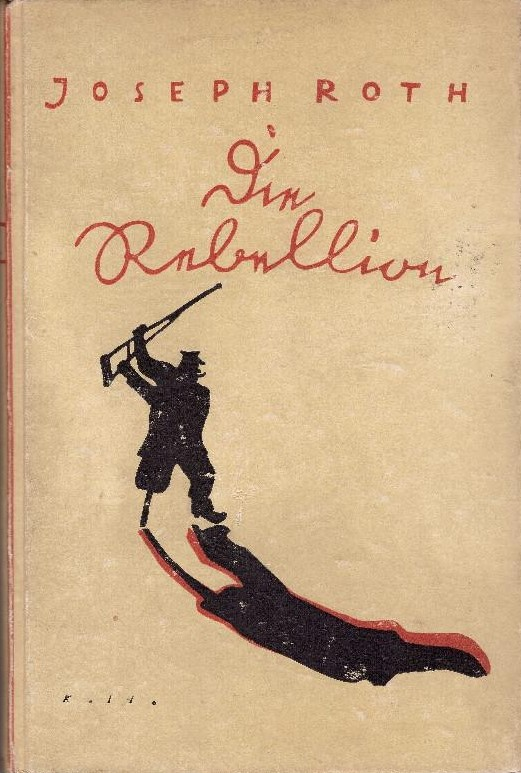
ロートの小説『Die Rebellion』（1924年出版） の表紙。

ディ・シュミーデ出版社（ディ・シュミーデしゅっぱんしゃ、ドイツ語: Verlag Die Schmiede）は、1920年代のベルリンにあったアバンギャルド（前衛的）な文学出版社。フランツ・カフカ、アルフレート・デーブリーン、ヨーゼフ・ロート、ルドルフ・レオンハルトなど多数の作家の作品を出版していた。出版される書籍に用いるブックカバーの多くは、後にアメリカ合衆国の市民権を得たゲオルグ・ザルターがデザインを手がけていた。
レオンハルトは、1919年から、校閲、編集者として働いていた。1923年には、レオンハルトがフランス語からドイツ語に翻訳したアンリ・ジルボーによるレーニンの評伝『Wladimir Iljitsch Lenin』がこの出版社から刊行された。
この出版社は、カフカの作品集『断食芸人―四つの物語 (Ein Hungerkünstler)』を1924年に、小説『審判 (Der Process)』を没後の1925年に出版した。作品集はカフカ自身が同社から出版するために準備し、小説は友人であったマックス・ブロートが準備したものであった。
ロートの小説『サヴォイ・ホテル (Hotel Savoy)』と『Die Rebellion』は、それぞれ1924年にこの出版社から初版が刊行された。
ルドルフ・ショットレンダーによるマルセル・プルーストの『失われた時を求めて』第1篇の最初のドイツ語訳は、『Der Weg zu Swann』（「スワンへの道」の意）と題されて、この出版社から出版された。